# Przewodniczący Komisji Unii Afrykańskiej
Przewodniczący Komisji Unii Afrykańskiej – osoba stojąca na czele Komisji Unii Afrykańskiej i będąca jej przedstawicielem prawnym w stosunkach zewnętrznych. 
Przewodniczący Komisji Unii Afrykańskiej jest wybierany na czteroletnią kadencję przez Radę Wykonawczą UA, przed którą jest bezpośrednio odpowiedzialny za swoje działania, a mianowany przez Zgromadzenie UA. Jego kadencja może być odnowiona tylko raz. 
Do obowiązków przewodniczącego należy:
- przewodniczenie wszystkim obradom Komisji UA
- podejmowanie środków mających na celu popularyzację zadań UA oraz wzmacniane ich wykonywania
- przedkładanie raportów zleconych przez Zgromadzenie UA, Radę Wykonawczą, Komitet Stałych Przedstawicieli oraz inne organy
- przedkładanie planu budżetowego UA oraz planów innych dokumentów strategicznych
- pełnienie funkcji depozytariusza dla wszystkich traktatów i innych dokumentów prawnych UA
- konsultowanie i koordynowanie z rządami państw członkowskich i innymi organami działań UA oraz reprezentowanie UA na zewnątrz
- mianowanie i zarządzanie personelem Komisji UA
- ponoszenie pełnej odpowiedzialności za administrację i finanse Komisji UA
- przygotowywanie rocznych raportów na temat działalności UA i jej organów.

## Lista przewodniczących
Lista przewodniczących Komisji Unii Afrykańskiej:
| Lp. | Zdjęcie | Przewodniczący                | Początek mandatu     | Koniec mandatu       | Państwo                      | Region            |
| --- | ------- | ----------------------------- | -------------------- | -------------------- | ---------------------------- | ----------------- |
| –   |         | Amara Essy pełniący obowiązki | 9 lipca 2002         | 16 września 2003     | Wybrzeże Kości Słoniowej     | Afryka Zachodnia  |
| 1   |         | Alpha Oumar Konaré            | 16 września 2003     | 28 września 2008     | Mali                         | Afryka Zachodnia  |
| 2   |         | Jean Ping                     | 28 kwietnia 2008     | 15 października 2012 | Gabon                        | Afryka Środkowa   |
| 3   |         | Nkosazana Dlamini-Zuma        | 15 października 2012 | 14 marca 2017        | Republika Południowej Afryki | Afryka Południowa |
| 4   |         | Moussa Faki                   | 14 marca 2017        | nadal                | Czad                         | Afryka Środkowa   |